# Gonomyia (Leiponeura) kertesziana
Gonomyia (Leiponeura) kertesziana is een tweevleugelige uit de familie steltmuggen (Limoniidae). De soort komt voor in het Australaziatisch gebied.